# Маскаренская котловина
Маскаре́нская котлови́на — подводная котловина на западе Индийского океана, отделённая от соседних котловин Маскаренским хребтом и островом Мадагаскар.
Максимальная глубина котловины достигает 5349 метров. Дно котловины занято плоской или волнистой равниной с участками холмистого рельефа и отдельными горами: как подводными, так и с надводными вершинами. Осадки дна: фораминиферовые илы, в южной части — красные глубоководные глины (мощность осадков 200—400 метров, близ Мадагаскара — до 700 метров и более).